# Tayloria gunnii
Tayloria gunnii là một loài rêu trong họ Splachnaceae. Loài này được (Wilson) J. H. Willis mô tả khoa học đầu tiên năm 1950.